# Mason Lohrei
Mason Lohrei (né le 17 janvier 2001 à Baton Rouge, État de la Louisiane) est un joueur professionnel américain de hockey sur glace. Il évolue au poste de défenseur.

## Biographie

### Carrière en club
Lohrei commence sa carrière junior avec les Gamblers de Green Bay dans l'USHL en 2018-2019. Il est choisi au 2e tour, en 58e position par les Bruins de Boston lors du repêchage d'entrée dans la LNH 2020. De 2021 à 2023, il poursuit un cursus universitaire à l'université d'État de l'Ohio. Il évolue deux saisons avec les Buckeyes dans le championnat NCAA puis passe professionnel avec les Bruins de Providence, club-école de Boston dans la Ligue américaine de hockey. Le 2 novembre 2023, il joue son premier match dans la Ligue nationale de hockey avec les Bruins face aux Maple Leafs de Toronto et enregistre son premier point, une assistance. Le 6 novembre 2023, il marque son premier but dans la LNH face aux Stars de Dallas.

### Carrière internationale
Il représente les États-Unis au niveau international. Il honore sa première sélection senior le 4 mai 2025 lors d'un match amical face à l'Allemagne.

## Trophées et honneurs personnels

### USHL
- 2019-2020 : nommé dans la deuxième équipe des étoiles.
- 2020-2021 : nommé meilleur défenseur.
- 2020-2021 : nommé dans la première équipe des étoiles.

### B1G
- 2021-2022 : nommé dans l'équipe des recrues.
- 2022-2023 : nommé dans la deuxième équipe des étoiles.

## Statistiques

### En club
| Saison    | Équipe                | Ligue |    | Saison régulière | Saison régulière | Saison régulière | Saison régulière | Saison régulière |   | Séries éliminatoires | Séries éliminatoires | Séries éliminatoires | Séries éliminatoires | Séries éliminatoires |
| Saison    | Équipe                | Ligue | PJ | B                | A                | Pts              | Pun              | PJ               | B | A                    | Pts                  | Pun                  |                      |                      |
| 2018-2019 | Gamblers de Green Bay | USHL  | 9  | 0                | 0                | 0                | 4                | -                | - | -                    | -                    | -                    |                      |                      |
| 2019-2020 | Gamblers de Green Bay | USHL  | 48 | 8                | 29               | 37               | 26               | -                | - | -                    | -                    | -                    |                      |                      |
| 2020-2021 | Gamblers de Green Bay | USHL  | 48 | 19               | 40               | 59               | 74               | 2                | 1 | 1                    | 2                    | 0                    |                      |                      |
| 2021-2022 | Buckeyes d'Ohio State | B1G   | 31 | 4                | 25               | 29               | 20               | -                | - | -                    | -                    | -                    |                      |                      |
| 2022-2023 | Buckeyes d'Ohio State | B1G   | 40 | 4                | 28               | 32               | 26               | -                | - | -                    | -                    | -                    |                      |                      |
| 2022-2023 | Bruins de Providence  | LAH   | 5  | 0                | 1                | 1                | 2                | 3                | 0 | 0                    | 0                    | 0                    |                      |                      |
| 2023-2024 | Bruins de Providence  | LAH   | 21 | 1                | 15               | 16               | 14               | -                | - | -                    | -                    | -                    |                      |                      |
| 2023-2024 | Bruins de Boston      | LNH   | 41 | 4                | 9                | 13               | 18               | 11               | 1 | 3                    | 4                    | 10                   |                      |                      |
| 2024-2025 | Bruins de Boston      | LNH   | 77 | 5                | 28               | 33               | 16               | -                | - | -                    | -                    | -                    |                      |                      |

### En équipe nationale
| Année | Compétition          |   | PJ | B | A | Pts | Pun | +/-           |  | Résultat |
| 2025  | Championnat du monde | 5 | 1  | 2 | 3 | 0   | +4  | Médaille d'or |  |          |